# Силва Алмейда, Роберт да
Роберт да Силва Алмейда (порт.-браз. Robert da Silva Almeida; 3 апреля 1971, Салвадор, штат Баия) — бразильский футболист, левый полузащитник и левый нападающий.

## Карьера
Роберт родился в Салвадоре, однако уже в возрасте двух лет с родителями переехал в Рио-де-Жанейро. Он начал карьеру в молодёжном составе клуба «Олария» в 1986 году. С 1990 года футболист стал выступать за основной состав команды. В следующем сезоне Роберт перешёл в «Гуарани». А в 1995 году стал игроком «Рио-Бранко» из Американы. Летом того же года он перешёл в «Сантос», где дебютировал 15 августа в матче с «Интернасьоналом» из Бебедору (0:0). 16 сентября он забил первый мяч за клуб, поразив ворота «Португезы Деспортос» (2:0). В первом же сезоне футболист выиграл с командой серебряные медали чемпионата страны. Однако годом позже у Роберта появилась депрессия, которую тот связывал в том числе, что часть основного состава уехала играть в Европу, а он остался. По словам футболиста, с середины года при поездке на тренировку и с неё он стал часто плакать. Также игрок несколько раз задумывался о своей смерти. К врачам Роберт не обращался. С приходом на пост главного тренера «Сантоса» Вандерлей Лушембургу результаты и клуба, и футболиста стали налаживаться. В начале 1997 года Роберт отпраздновал победу в турнире Рио-Сан-Паулу, в розыгрыше которого забил один, по итогам двухматчевого противостояния с «Палмейрасом» оказавшегося победным.
Летом 1997 года Роберт перешёл в стан «Гремио», который заплатил за трансфер футболиста полтора миллиона долларов. 24 июня он впервые сыграл за клуб в матче с «Фламенго» (2:4). Однако уже 5 июля в борьбе с Зе Карлосом в рамках матча чемпионата Бразилии с «Сан-Паулу» (0:0) Роберт оступился и порвал крестообразные связки левого колена. После этого игрок стал испытваться чувство сильной подавленности и даже стал задумываться о завершении карьеры. Позже ему диагностировали биполярное расстройство, паническое расстройство и депрессию. Роберта даже отправили на 10 дней в психиатрическую больницу. Позже он прошёл терапию, вылечился и в 1998 году смог возобновить игровую карьеру. В составе «Гремио» футболист выступал до 1999 года, проведя 25 матчей и забив один гол. 3 апреля Роберт сыграл последнюю встречу за клуб против «Пелотаса» (2:1) в рамках чемпионата штата Риу-Гранди-ду-Сул, выигранного «Гремио». Следующей командой Роберта стал «Атлетико Минейро», куда он перешёл на правах аренды. 16 мая 1999 года Роберт дебютировал в составе команды в матче с «Крузейро» (1:1). 25 мая он забил первый мяч за клуб, поразив ворота «Вила Новы» (5:1). В том же сезоне он помог команде выиграть чемпионат штата Минас-Жерайс, а также дошёл до финала чемпионата страны, где «Атлетико» проиграл «Ботафого». 27 января 2000 года футболист провёл последний матч за клуб против «Параны» (0:3). Всего за «Атлетико» Роберт сыграл 44 матча и забил 8 голов.
В начале 2000 года Роберт во второй раз стал игроком «Сантоса», будучи обмененным на Андерсона Лиму. Там он сыграл два сезона, после чего ненадолго был отдан в аренду в «Сан-Каэтано» для участия в Кубке Либертадорес, где сыграл в восьми матчах. Футболист в том же сезоне возвратился в «Сантос» и помог команде выиграть чемпионат Бразилии. При этом сам полузащитник вышел на поле лишь в 16 из 31 матча первенства. 1 февраля 2003 года Роберт перешёл на правах аренды в японский клуб «Консадоле Саппоро». Там он сыграл в 17 матчах и забил 5 голов, но так и не смог адаптироваться к жизни в другой стране. Летом 2003 года Роберт стал игроком «Коринтианса». 3 августа полузащитник сыграл первую встречу за клуб против «Параны» (1:1). Роберт не смог завоевать твёрдого места в основном составе команды, и, проведя 22 матча и забив один гол, покинул клуб. Далее Роберт выступал в составе «Баии», а завершил карьеру в 2006 году в «Америке» из Рио-де-Жанейро, выступавшую в третьем дивизионе чемпионата страны.
Завершив игровую карьеру, Роберт стал работать футбольным агентом. В 2012 году он участвовал в выборах на пост члена городского совета Сантуса от Социалистической партии Бразилии, но получил лишь 440 голосов и не был избран. В 2014 году он решил стать тренером, получив лицензию в Университете Сан-Паулу, и даже прошёл стажировку в тренерском штабе «Сантоса». В 2015 году Роберт уехал в США, где стал главным тренером местного клуба «Коринтианс США». В 2016 году он недолго являлся ассистентом главного тренера клуба «Португеза Сантиста». А с января 2017 года работал главным тренером клуба «Униан АБС», с которой дошёл до четвертьфинала чемпионата штата Мату-Гросу-ду-Сул. Затем он трудился в командах «Нову» и Агия Негра. В апреле 2018 года Роберт возглавил «Корумбаэнсе». Также он работал спортивным комментатором и вёл футбольную программу «Paixão Nacional» на радиостанции 95 Capital.

## Cтатистика

### Клубная
| Сезон | Клуб                   | Лига      | Чемпионат | Чемпионат | Кубок | Кубок | Чемпионат штата | Чемпионат штата | Прочие | Прочие | Континентальные | Континентальные |
| Сезон | Клуб                   | Лига      | Игры      | Голы      | Игры  | Голы  | Игры            | Голы            | Игры   | Голы   | Игры            | Голы            |
| ----- | ---------------------- | --------- | --------- | --------- | ----- | ----- | --------------- | --------------- | ------ | ------ | --------------- | --------------- |
| 1991  | Гуарани (Кампинас)     | Серия B   | ?         | ?         | ?     | ?     | 6               | 1               | —      | —      | —               | —               |
| 1992  | Гуарани (Кампинас)     | Серия A   | ?         | ?         | ?     | ?     | 3               | 0               | —      | —      | —               | —               |
| 1993  | Гуарани (Кампинас)     | Серия A   | 15        | 1         | ?     | ?     | 27              | 1               | —      | —      | —               | —               |
| 1994  | Гуарани (Кампинас)     | Серия A   | ?         | ?         | ?     | ?     | 21              | 1               | —      | —      | —               | —               |
| 1995  | Рио-Бранко (Американа) | Серия A   | 0         | 0         | ?     | ?     | 27              | 6               | —      | —      | —               | —               |
| 1995  | Сантос                 | Серия A   | 25        | 2         | ?     | ?     | 0               | 0               | —      | —      | 2               | 0               |
| 1996  | Сантос                 | Серия A   | 19        | 1         | 2     | 0     | 27              | 6               | —      | —      | 5               | 2               |
| 1997  | Сантос                 | Серия A   | 0         | 0         | 5     | 0     | 18              | 4               | —      | —      | 0               | 0               |
| 1997  | Гремио                 | Серия A   | 1         | 0         | 0     | 0     | 0               | 0               | 2      | 0      | —               | —               |
| 1998  | Гремио                 | Серия A   | 8         | 0         | 1     | 0     | 3               | 0               | —      | —      | 1               | 0               |
| 1999  | Гремио                 | Серия A   | 0         | 0         | 2     | 0     | 3               | 1               | 4      | 0      | —               | —               |
| 1999  | Атлетико Минейро       | Серия A   | 28        | 4         | 0     | 0     | 11              | 2               | —      | —      | —               | —               |
| 2000  | Атлетико Минейро       | Серия A   | 0         | 0         | 0     | 0     | 0               | 0               | 2      | 0      | —               | —               |
| 2000  | Сантос                 | Серия A   | 23        | 5         | 8     | 2     | 19              | 1               | 1      | 0      | —               | —               |
| 2001  | Сантос                 | Серия A   | 21        | 5         | 3     | 0     | 14              | 3               | 6      | 1      | —               | —               |
| 2002  | Сан-Каэтано            | Серия A   | 0         | 0         | 0     | 0     | 0               | 0               | 3      | 0      | 8               | 0               |
| 2002  | Сантос                 | Серия A   | 16        | 2         | 3     | 0     | 0               | 0               | 14     | 8      | —               | —               |
| 2003  | Консадоле Саппоро      | Джей-Лига | 17        | 5         | 0     | 0     | 0               | 0               | 0      | 0      | —               | —               |
| 2003  | Коринтианс             | Серия A   | 19        | 1         | 0     | 0     | 0               | 0               | 0      | 0      | 1               | 0               |
| 2004  | Баия                   | Серия B   | 29        | 3         | ?     | ?     | ?               | ?               | —      | —      | —               | —               |
| 2005  | Баия                   | Серия B   | ?         | ?         | ?     | ?     | ?               | ?               | —      | —      | —               | —               |
| 2006  | Америка (Рио)          | Серия C   | ?         | ?         | ?     | ?     | 4               | 1               | —      | —      | —               | —               |

1. ↑  Сюда включены матчи турнира Рио-Сан-Паулу 1997, 2000, 2001, 2002, Кубок чемпионов мира среди клубов Бразилии[порт.] 1997, Кубка Юга Бразилии[порт.], Кубка Сул-Минас 2000, Кубка чемпионов Бразилии 2002

### Международная
| Матчи Роберта за сборную Бразилии | Матчи Роберта за сборную Бразилии | Матчи Роберта за сборную Бразилии | Матчи Роберта за сборную Бразилии | Матчи Роберта за сборную Бразилии | Матчи Роберта за сборную Бразилии | Матчи Роберта за сборную Бразилии |
| --------------------------------- | --------------------------------- | --------------------------------- | --------------------------------- | --------------------------------- | --------------------------------- | --------------------------------- |
| №                                 | Дата                              | Место проведения                  | Оппонент                          | Счёт                              | Голы                              | Турнир                            |
| 1                                 | 7 марта 2001                      | Гвадалахара                       | Мексика                           | 3:3                               | —                                 | Товарищеский матч                 |
| 2                                 | 26 мая 2001                       | Токио                             | Токио Верди                       | 2:0                               | —                                 | Товарищеский матч                 |
| 3                                 | 2 июня 2001                       | Касима                            | Канада                            | 0:0                               | —                                 | Кубок конфедераций                |
| 4                                 | 2 июня 2001                       | Касима                            | Япония                            | 0:0                               | —                                 | Кубок конфедераций                |
| 5                                 | 2 июня 2001                       | Сувон                             | Франция                           | 1:2                               | —                                 | Кубок конфедераций                |

## Достижения

### Командные
- Победитель турнира Рио—Сан-Паулу: 1997
- Обладатель Кубка Юга Бразилии: 1999
- Чемпион штата Риу-Гранди-ду-Сул: 1999
- Чемпион штата Минас-Жерайс: 1999
- Чемпион Бразилии: 2002

### Личные
- Лучший бомбардир Кубка Гуанабара: 2006 (4 гола)

## Личная жизнь
Роберт женат. У него есть дочь Жулия и сын Патрик.